# Sextus Erucius Clarus
Sextus Erucius Clarus (décédé en février 146) est un homme politique et sénateur romain du IIe siècle, ayant vécu sous les règnes de Trajan, d'Hadrien et d'Antonin le Pieux. Il est nommé consul deux fois.

## Biographie

### Famille et relation
Clarus est le fils de Marcus Erucius Clarus et de sa femme Septicia, et le neveu de Caius Septicius Clarus, préfet du prétoire vers 117/119. Son petit-fils est probablement Caius Erucius Clarus, consul en 170. C'est un ami de Pline le Jeune, également ami de son père. Il semble avoir été un homme de lettres amateur de vieille littérature latine et avoir entretenu à ce sujet une correspondance avec Sulpice Apollinaire, dont Aulu-Gelle est l'élève à cette période.
Son épouse est peut être une fille de son prédécesseur au poste de préfet de Rome, Catilius Severus.

### Carrière
Recommandé par Pline le Jeune auprès de Trajan, il intègre le Sénat en accédant à la questure vers 99. Plus tard, il est nommé tribun de la plèbe puis préteur. Son premier consulat, en tant que consul suffect, n'est pas daté avec précision mais semble antérieur à 138. Il est peut-être consul suffect en juillet 117, à moins qu'il ne s'agisse de son père Marcus Erucius Clarus.
En 138, il contresigne en tant que sénateur le sénatus-consulte De Nundinis saltus Beguensis,. Il devient par la suite préfet de la Ville de Rome, sur une période comprise entre 138 et 146. Il décède durant son deuxième consulat, en février ou mars 146.
Sa fille Erucia Clara se marie avec un Publius Salvius et est la mère de Lucius Octavius Cornelius Salvius Julianus Aemillianus.